# Вампірка (фільм, 2007)
«Вампірка» (англ. Rise: Blood Hunter) — фільм жахів у жанрі нео-нуар режисера і сценариста Себастьяна Гутьєрреса з Люсі Лью у головній ролі. Після виходу фільму, Люсі Лью посіла 41-е місце в «Топ-50 найсексуальніших вампірів». Світова прем'єра відбулася 28 квітня 2007 року на кінофестивалі «Трайбека», в Росії — 16 серпня.

## Сюжет
Молода журналістка Седі Блейк намагається розслідувати дивні криваві вбивства, що відбуваються в місті. Вампіри, що убивають людей, ловлять її та кусають.
Вночі Седі, прокинувшись в морзі, виявляє на шиї сліди укусів. Розуміючи, що вона стала вампіром, вона присягається помститися тим, хто перетворив її в кровопивцю. Під час полювання на вовкулаків вона зустрічає детектива Роулінса, чия дочка теж стала жертвою вампірів.

## У ролях
- Люсі Лью — Седі Блейк
- Майкл Чикліс — Клайд Роулинс
- Джеймс Д'Арсі — Бішоп
- Карла Гуджино — Єва
- Елден Генсон — Тейлор
- Хуліо Оскар Мекос — Артуро
- Саймон Рекс — Хенк
- Аллан Річ — Харрісон
- Френ Кранц — Алекс
- Кемерон Річардсон — Коллетт
- Кевін Уотлі — Ітан Міллс
- Мако — По
- Роберт Форстер — Ллойд
- Марго Харшман — Тріша Роулинс
- Саміра Армстронг — Дженні
- Мерилін Менсон — бармен
- Нік Лаші — Дуейн
- Кемерон Гудман — Кейтлін
- Голт Маккелені — Рурк
- Зак Гілфорд — Сейлор

## Прийом
Прем'єра фільму відбулася на фестивалі Трайбека 28 квітня 2007 року, а обмежений прокат розпочався 1 червня 2007 року.
Фільм був погано прийнятий критиками. На сайті Rotten Tomatoes фільм отримав 33% схвалення на основі 15 рецензій із середньою оцінкою 4,5 з 10. Незважаючи на негативні відгуки, Люсі Лью отримала похвалу за свою роль Сейді. Urban Cinefile сказав: "Люсі Лью завжди раді бачити на моєму екрані, актрису, яка поєднує інтелект з жіночою містикою, а також суху дотепність і вміння робити екшн-ролі правдоподібними".